# دولت أباد دو (فتح أباد)
دولت أباد دو (بالإنجليزية: Dowlatabad-e Do)‏ هي مستوطنة تقع في إيران في Fathabad Rural District.